# Циндао Чжуннен
«Циндао Чжуннен» (кит.: 青岛中能, англ. Qingdao Jonoon F. C.) — китайський футбольний клуб з міста Ціндао, провінція Шаньдун. Домашній стадіон команди — «Ціндао Тяньхай» місткістю 20 525 глядачів. Власником клубу є приватна компанія-виробник кабелю «Циндао Чжуннен Груп» (англ. Qingdao Jonoon Group).

## Історія створення
Клуб був створений в 1990 році і називався «ФК Економічної та торговельної Комісії Шаньдуна» (англ. Shandong Economic and Trade Commission Football Club). Потім назва була змінена на «Ціндао Хайню» (англ. Qingdao Hainiu), а 31 грудня 1993 року команда отримала професіональний статус.
У сезоні 1995 року команда вперше зіграла у вищому дивізіоні Китаю, але виступила невдало і зайнявши передостаннє 11-те місце вилетіла з нього. Втім вже наступного сезону, ставши другою, команда повернулась в еліту і цього разу зуміла в ній закріпитись надовго.
16 листопада 2002 року клуб обіграв з рахунком 2-0 «Ляонін Хувін» і завоював перший трофей — Кубок Китайської футбольної асоціації.
У 2004 році клуб став одним з 12 клубів-засновників китайської Суперліги. Після сезону 2004 року команду купила Група компаній Чжуннен, розташована в Ціндао (англ.  Qingdao Jonoon Group), змінилася і назва на «Ціндао Чжуннен».
За підсумками сезону 2013 року клуб вилетів із вищого дивізіону, а за підсумками 2016 — і з другого.

## Досягнення
- Володар Кубка Китайської футбольної асоціації: (1): 2002

## Відомі гравці
| - Цюй Бо - Джордж Мурад - Джоел Гриффітс - Бенедикт Аквуегбу | - Олександр Головко - Сергій Коновалов - Осман Чавес - Хорхе Кларос |

## Відомі тренери
| - Кім Джон Нам (1999) - Слободан Сантрач (30 кві. 2009 – 11 лист. 2009) - Драган Йованович (2010) - Блаж Слишкович (1 січ. 2012 — 13 бер. 2012) - Горан Стеванович (5 вер. 2013 — 30 жов. 2013) | - Лі Сяопен (30 жов. 2013 — 22 лип. 2014) - Томаж Кавчич (24 лип. 2014 — 5 жов. 2015) - Драган Станчич (в.о.) (5 жов. 2015 — 15 гру. 2015) - Су Маочжень (15 гру. 2015 — 6 вер. 2016) - Александар Крстич (14 чер. 2018–) |